# Polypedilum salavoni
Polypedilum salavoni är en tvåvingeart som beskrevs av Bidawid 1996. Polypedilum salavoni ingår i släktet Polypedilum och familjen fjädermyggor. Inga underarter finns listade i Catalogue of Life.